# Родригес Пласа, Браулио
Браулио Родригес Пласа (исп. Braulio Rodríguez Plaza; род. 24 января 1944, Альдеа-дель-Фресно, Испания) — испанский прелат. Епископ Осма-Сории с 6 ноября 1987 по 12 мая 1995. Епископ Саламанки с 12 мая 1995 по 28 августа 2002. Архиепископ Вальядолида с 28 августа 2002 по 16 апреля 2009. Архиепископ Толедо и примас Испании с 16 апреля 2009 по 27 декабря 2019.